# Debeli Lug (Majdanpek)
Pour les articles homonymes, voir Debeli Lug.
Debeli Lug (en serbe cyrillique : Дебели Луг) est un village de Serbie situé dans la municipalité de Majdanpek, district de Bor. Au recensement de 2011, il comptait 389 habitants.

## Démographie

### Évolution historique de la population
| 1948 | 1953 | 1961 | 1971 | 1981 | 1991 | 2002 | 2011 |
| ---- | ---- | ---- | ---- | ---- | ---- | ---- | ---- |
| 448  | 717  | 543  | 801  | 666  | 507  | 458  | 389  |

|  |